# Pac-Man Pinball Advance
『Pac-Man Pinball Advance』（パックマン ピンボール アドバンス）は、2005年4月25日にナムコのアメリカ法人ナムコ・ホームテックから発売された ゲームボーイアドバンス用ゲームソフト。日本では発売されていない。

## 概要
モンスターにさらわれた仲間を助けるため、パックマンがProfessor Pacの協力を得て、ピンボール台に模した施設を冒険する。条件を満たすと仲間を1人救出できる（8人助けるとゲームクリア）。
ピンボール台はPac-VillageとHaunted Boardwalkの2台（それぞれ、外観はノーマルとClassicの2種）。台にはノーマルの『パックマン』同様、ドットやパワーエサ、フルーツが配される。バンパーは『ディグダグ』のプーカである。
Professor Pac's Homeでは獲得したドットに応じてアイテムを購入出来る。